# Rokiciny (Łódź)
Pour l’article homonyme, voir Rokiciny (Poméranie).
Rokiciny est une localité polonaise de la gmina de Rokiciny, située dans le powiat de Tomaszów Mazowiecki en voïvodie de Łódź.